# THE BEST / 南沙織 -1982年版-
『THE BEST / 南沙織』（ザ・ベスト / みなみさおり）は、南沙織のベスト・アルバム。1982年11月1日発売。発売元はCBSソニー。

## 解説
- LPでリリースされた、最後のベストアルバム。次作の『南沙織のすべて』（1983.11.5）よりCDへと移行し始めることとなった。
- アルバム単体作品としてはCD復刻化はされていないが、全楽曲は既に他アイテムでCD化済み。例えば、ソニーミュージックのインターネット・サイト「Sony Music Shop」で現行販売されている6枚組CD-BOX『Cynthia Memories』にすべてが収録されている（「哀愁のページ」は別ヴァージョン）。

## 収録曲

### Side A
1. 17才
  - 作詞: 有馬三恵子、作曲・編曲: 筒美京平

第22回NHK紅白歌合戦 歌唱曲
2. 潮風のメロディ
  - 作詞: 有馬三恵子、作曲・編曲: 筒美京平
3. 純潔
  - 作詞: 有馬三恵子、作曲・編曲: 筒美京平

第23回NHK紅白歌合戦 歌唱曲
4. 哀愁のページ
  - 作詞: 有馬三恵子、作曲・編曲: 筒美京平
5. 早春の港
  - 作詞: 有馬三恵子、作曲・編曲: 筒美京平
6. 傷つく世代
  - 作詞: 有馬三恵子、作曲・編曲: 筒美京平

### Side B
1. 色づく街
  - 作詞: 有馬三恵子、作曲・編曲: 筒美京平

第24回NHK紅白歌合戦 歌唱曲
2. ひとかけらの純情
  - 作詞: 有馬三恵子、作曲・編曲: 筒美京平
3. 想い出通り
  - 作詞: 有馬三恵子、作曲: 筒美京平、編曲: 萩田光雄
4. 人恋しくて
  - 作詞: 中里綴、作曲: 田山雅充、編曲: 水谷公生

第26回NHK紅白歌合戦 歌唱曲
5. 春の予感‐I've been mellow‐
  - 作詞・作曲・編曲: 尾崎亜美
6. Good-bye Girl　-English-
  - 作詞・作曲: David Gates、編曲: 川村栄二

## 関連作品
- 「THE BEST」シリーズ
  - THE BEST / 南沙織 -1978年6月版-
  - THE BEST / 南沙織 -1978年11月版-
  - THE BEST / 南沙織 -1979年6月版-
  - THE BEST / 南沙織 -1979年11月版-
  - THE BEST / 南沙織 -1980年版-
  - THE BEST / again 南沙織
  - GOLDEN J-POP/THE BEST 南沙織
  - 南沙織 THE BEST 〜 Cynthia-ly　（Super Audio CD）